# آرثر باركس
آرثر باركس (بالإنجليزية: Arthur Parkes)‏ (4 أغسطس 1897 بإنجلترا في المملكة المتحدة - ) هو مدرب كرة قدم ولاعب كرة قدم بريطاني (وحمل سابقاً جنسية المملكة المتحدة لبريطانيا العظمى وأيرلندا) في مركز الوسط. لعب مع نادي سيت وClub Français ‏.

## وصلات خارجية
- آرثر باركس على موقع قاعدة بيانات كرة القدم.إي يو (الإنجليزية)